# Clair de lune (série télévisée d'animation)
 (janvier 2020).
Si vous disposez d'ouvrages ou d'articles de référence ou si vous connaissez des sites web de qualité traitant du thème abordé ici, merci de compléter l'article en donnant les références utiles à sa vérifiabilité et en les liant à la section « Notes et références ».
Pour les articles homonymes, voir Clair de lune (homonymie).
Clair de lune (Moon Dreamers) est une série télévisée d'animation américaine en 16 épisodes de 13 minutes, diffusée en 1987.

## Fiche technique
- Titre français : Clair de lune
- Titre original américain : Moon Dreamers
- Réalisation : Marija Miletic Dail
- Production : Joe Bacal et Marija Miletic Dail
- Musique : Robert J. Walsh
- Scénarios : John Semper, Katherine Lawrence et Cynthia Friedlob
- Conception graphique : Buzz Dixon
- Direction artistique : Boyd D. Kirkland
  - Conseiller artistique : Jay Bacal
- Pays d'origine : États-Unis

## Distribution
- Françoise Vallon : Crystal
- Catherine Privat : Fluo
- Isabelle Spade : Oursa
- Sophie Arthuys : Mecanica
- Dominique Chauby : Fantasia
- Monique Thierry : Insomnia
- Brigitte Bergès : Bucky, Scolett
- Christian Pélissier : Igon

Source : Planète Jeunesse

## Épisodes
1. Au cœur du rêve (1)
2. Au cœur du rêve (2)
3. Au cœur de la nuit
4. L'Étoile des étoiles
5. Les Clair de lune et l'oncle Poobah
6. Le Pierrot rêveur
7. Quelques petits problèmes
8. Egon le terrible
9. Les Déboires de Bucky
10. Le Voleur de rêves
11. Un rodéo amoureux
12. L'Express du pays des rêves
13. Le Voyage de Fantasia
14. Les Mangeurs de rêves
15. Le Cauchemar (1)
16. Le Cauchemar (2)